# 金門縣議會第二屆議員列表
第二屆金門縣議員列表，名列金門縣議會的第二屆議員名單，任期1998年到2002年。

## 政黨席次
| 政黨       | 當選席次 | 備注 |
| ---------- | -------- | ---- |
| 中國國民黨 | 11席     |      |
| 無黨籍     | 5席      |      |

## 選區

### 第一選區
| 選區     | 政黨       | 姓名     | 備註 |
| -------- | ---------- | -------- | ---- |
| 第一選區 | 中國國民黨 | 李成義   |      |
| 第一選區 | 中國國民黨 | 林榮輝   |      |
| 第一選區 | 無黨籍     | 洪允典   |      |
| 第一選區 | 中國國民黨 | 洪成發   |      |
| 第一選區 | 中國國民黨 | 張兆海   |      |
| 第一選區 | 中國國民黨 | 莊良時   |      |
| 第一選區 | 中國國民黨 | 許建中   |      |
| 第一選區 | 中國國民黨 | 陳水木   | 議長 |
| 第一選區 | 無黨籍     | 陳水賜   |      |
| 第一選區 | 中國國民黨 | 陳恩賜   |      |
| 第一選區 | 無黨籍     | 陳膺天   |      |
| 第一選區 | 中國國民黨 | 楊永立   |      |
| 第一選區 | 無黨籍     | 董東漢   |      |
| 第一選區 | 中國國民黨 | 歐陽彥木 |      |
| 第一選區 | 中國國民黨 | 蔡水游   |      |
| 第一選區 | 無黨籍     | 謝宜璋   |      |

## 外部連結
- 中華民國行政院中央選舉委員會 （页面存档备份，存于）
- 中央選舉委員會 - 選舉資料庫
- 金門縣議會全球資訊 （页面存档备份，存于）